# Химена Наварете
Химена Наварете Росет (на испански: Ximena Navarrete Rosete) е мексиканска актриса, модел и победителка в конкурса за красота Мис Вселена 2010.

## Биография
Химена Наварете е родена на 22 февруари 1988 г. в град Гуадалахара, Халиско, Мексико. Дъщеря е на зъболекаря Карлос Наварете и домакинята Габриела Росет Риестра. Има една по-малка сестра. Нейните корени идват от област известна като Френско – Карибска, която се намира в северната част на Испания и югозападна Франция. Учи в университета „Valle de Atemajac University“. Химена е с мерки 88-60-90 и ръст 174 см. Цвета на косата и очите ѝ е кафяв.

## Кариера на модел

### Конкурси
Химена започва кариерата си на 16-годишна възраст. Печели конкурсите „Нашата красота Халиско“ през 2009 г. и впоследствие „Нашата красота Мексико“ също през 2009 г., като има възможността да се състезава с още тридесет и три състезателки в този конкурс, който се провежда на 20 септември 2009 г. в град Мерида, Юкатан. Тя е втората победителка в този конкурс от Халиско след Карла Карийо.

### Мис Вселена 2010
На 23 август 2010 г. е обявена за Мис Вселена 2010. Тя е втората победителка от Мексико в този конкурс след Лупита Джоунс през 1991 г. Конкурсът се провежда в Лас Вегас, Невада.
През октомври 2010, Химена пътува до Шанхай, Китай за Световното изложение за 2010 г. и Шанхайската седмица на модата. Химена става говорител на L'Oreal Paris и Old Navy през 2011. Прави първата си официална фотосесия в Мексико. През март 2011 г. участва в националните финали на Мис Вселена в Москва, Русия и Санто Доминго, Доминиканска република. След това пътува до Пуерто Рико за събитието Puerto Rico Golf Open. Участва в кампанията за Помощ на болните от СПИН в Панама. Присъства и на Тайландския национален финал на конкурса в Банкок, Тайланд на 26 март 2011 г. През май 2011 г. се включва в кампанията за помощ на бедни деца, която се провежда в Гуадалахара, Мексико. На 21 юли 2011 г. Химена участва и в националния финал на конкурса в Сантяго де Чиле, Чили.
По времето когато притежава короната, Наварете посещава Мексико, Индонезия, Китай, Франция, Индия, Русия, Доминиканска република, Русия, Пуерто Рико, Панама, Тайланд, Бразилия, Гватемала, Чили и Бахамски острови.

## Актьорска кариера
През 2013 г. дебютира като актриса с главна роля в теленовелата „Бурята“. Играе ролята на близначките Марина Реверте и Магдалена Артигас. Партнира си с актьори като Уилям Леви, Даниела Ромо, Лаура Кармине и др. Участва и в реклама на L'Oreal Paris. През 2014 г. се снима в клип към песен на певицата Белинда.

## Филмография
- Бурята (La Tempestad) (2013) – Марина Реверте/Магдалена Артигас